# Мэйс, Артур Краттенден
Артур Круттенден Мейс (англ. Arthur Cruttenden Mace; 17 июля 1874 — 6 апреля 1928) — британский археолог и египтолог. Уроженец Тасмании. Наиболее известен своей работой в Метрополитен-музее в Нью-Йорке и в составе команды  Говарда Картера при раскопках гробницы Тутанхамона.

## Биография
Большую часть юности провел со своим отцом за границей, у родственников из духовенства в Восточном Лондоне. Посещал школу Святого Эдуарда и Кибл-колледж  в Оксфорде, получив учёную степень в 1895 году.
По окончании Оксфорда присоединился к Флиндерсу Питри в Египте, начав свою археологическую карьеру в Обществе исследования Египта, проводя раскопки в Дендере в 1897—1898 годах и Абидосе в 1899—1901 годах.
С 1901 года работал с Джорджем Рейснером, который проводил раскопки в Гизе и Нага эль-Дейр, до учёбы в Гёттингенском университете в Германии в 1902—1903 годах, а затем вернулся в Египет. В 1906 году присоединился к команде Музея искусств Метрополитен в Северном Египете.
В 1909 году был назначен помощником куратора Музея в Нью-Йорке, где помог организовать египетский отдел музея.
Вернувшись в Египет в 1912 году, работал над пирамидой Аменемхета и гробницей Сенебтиси.
В 1915 году вернулся в Великобританию. В феврале 1917 года был зачислен в Корпус армейской службы в звании 2-го лейтенанта, служил в Великобритании и в Генуе.
После увольнения из армии в 1919 году отправился в Нью-Йорк, чтобы работать над реставрацией древнеегипетских артефактов для музея Метрополитен, прежде чем вернуться в Египет в 1920 году.
В декабре 1922 года музей Метрополитен согласился на его сотрудничество с археологом Говардом Картером для работы на гробнице Тутанхамона.